# سم معوي
سم معوي أو ذيفان معوي أو تكسين معوي هو سم خارجي بروتيني تطلقه الكائنات الحية الدقيقة ويستهدف الأمعاء.
تكون السموم المعوية مشفرة في الكروموسومات أو في البلازميد

## روابط خارجية
- Alfonse T. Masi؛ Rafael A. Timothee؛ Rolando Armijo؛ Darwin Alonso؛ Luis E. Mainardi (مارس 1959). "Two poisoning outbreaks in Puerto Rico from salt preserved codfish". Public Health Rep. ج. 74 ع. 3: 265–270. DOI:10.2307/4590423. PMC:1929208. PMID:13634314.